# Śmiecin-Kolonie
Śmiecin-Kolonie (dawn. Śmiecin-Kolonia) – zachodnia część miasta Ciechanowa w Polsce, w województwie mazowieckiem, w powiecie ciechanowskim. Rozpościera się w rejonie ulic Starowiejskiej, Działkowej, Konwaliowej i Leśnej.

## Historia
Śmiecin-Kolonia to dawniej samodzielna miejscowość (kolonia), należąca od reformy gminnej w 1867 roku do gminy Nużewo w powiecie ciechanowskim w guberni płockiej. Od 1919 w woj. warszawskim, gdzie 20 października 1933 utworzyła gromadę (sołectwo) w gminie Nużewo.
Po II wojnie światowej Śmiecin-Kolonia należała do gminy Nużewo w powiecie ciechanowskim w województwie warszawskim, stanowiąc jedną z jej 33 gromad. W związku z reformą administracyjną kraju jesienią 1954 weszła w skład gromady Pęchcin. 29 lutego 1956 z gromady Pęchcin wyłączono część obszaru kolonii Śmiecin o powierzchni 17,35 ha włączając ją do miasta Ciechanów.
Po zniesieniu gromady Pęchcin 1 stycznia 1958 w nowo utworzonej gromadzie Ciechanów, gdzie przetrwała do końca 1972 roku, czyli do kolejnej reformy administracyjnej. 1 stycznia 1973, jako część sołectwa Śmiecin, weszła w skład nowo utworzonej gminy Ciechanów.
Od 1 czerwca 1975 znajdował się w województwie ciechanowskim. 1 sierpnia 1977 włączona do Ciechanowa.